# Uta Poreceanu
Uta Poreceanu (Braşov, Rumania, 13 de noviembre de 1936) fue una gimnasta artística rumana, que participó en las Olimpiadas de Roma 1960.

## Carrera deportiva
En las Olimpiadas de Roma 1960 ayudó a su equipo a lograr la medalla de bronce, situadas en el podio tras soviéticas y checoslovacas, y siendo sus compañeras de equipo: Atanasia Ionescu, Sonia Iovan, Elena Leuşteanu, Emilia Vătăşoiu-Liţă y Elena Niculescu.